# Epigonus
Pour les articles homonymes, voir Épigone.
Genre
Epigonus est un genre de poissons de la famille des Epigonidae.

## Liste des espèces
- Epigonus affinis Parin et Abramov, 1986.
- Epigonus angustifrons Abramov et Manilo, 1987.
- Epigonus atherinoides (Gilbert, 1905).
- Epigonus constanciae (Giglioli, 1880).
- Epigonus crassicaudus de Buen, 1959 - cardinal, sonneur du Chili.
- Epigonus ctenolepis Mochizuki et Shirakihara, 1983.
- Epigonus denticulatus Dieuzeide, 1950.
- Epigonus devaneyi Gon, 1985.
- Epigonus elegans Parin et Abramov, 1986.
- Epigonus fragilis (Jordan et Jordan, 1922).
- Epigonus glossodontus Gon, 1985.
- Epigonus heracleus Parin et Abramov, 1986.
- Epigonus lenimen (Whitley, 1935).
- Epigonus macrops (Brauer, 1906).
- Epigonus marimonticolus Parin et Abramov, 1986.
- Epigonus merleni McCosker et Long, 1997.
- Epigonus notacanthus Parin et Abramov, 1986.
- Epigonus occidentalis Goode et Bean, 1896.
- Epigonus oligolepis Mayer, 1974.
- Epigonus pandionis (Goode et Bean, 1881).
- Epigonus parini Abramov, 1987.
- Epigonus pectinifer Mayer, 1974.
- Epigonus robustus (Barnard, 1927).
- Epigonus telescopus (Risso, 1810). - sonneur commun
- Epigonus waltersensis Parin et Abramov, 1986.